# Bataille d'Ulsan
Guerre russo-japonaise
Batailles
- Port-Arthur (1re)
- Chemulpo
- Yalou
- Nanshan
- Te-li-Ssu
- Incident du Hitachi Maru
- Col de Motien
- Tashihchiao
- Port-Arthur (2e)
- Hsimucheng
- Mer Jaune
- Ulsan
- Korsakov
- Liaoyang
- Cha-Ho
- Sandepu
- Mukden
- Tsushima
- Invasion de Sakhaline

La bataille au large d'Ulsan, en japonais : 蔚山冲海戦 Urusan'oki Kaisen ; en russe : Бой в Корейском проливе, Boi v Koreiskom prolive, connue également sous le nom de bataille de la mer du Japon ou pour les Russes bataille du détroit de Corée, est l'une des batailles navales de la Guerre russo-japonaise de 1904-1905.
Elle se déroule le 14 août 1904 soit quatre jours après la bataille de la mer Jaune (10 août 1904). Ce combat naval oppose un détachement de trois croiseurs blindés russes basés à Vladivostok et placé sous le commandement du vice-amiral Karl Petrovitch Jessen à un détachement de six croiseurs placé sous le commandement de l'amiral japonais  Kamimura Hikonojō (1849-1916). La bataille s'achève par le naufrage du Riourik.
Le détachement russe est composé du Bogatyr, du Riourik, du Russie et du Gromoboï.

## Les forces engagées dans la bataille d'Ulsan
Forces navales russes :
Le détachement de croiseurs russes placé sous le commandement de Karl Petrovitch Jessen se composait du :
- Russie : navire amiral battant pavillon de Karl Petrovitch Jessen
- Riourik
- Gromoboy.

Les forces navales japonaises plus modernes :
- Izumo : croiseur blindé et navire amiral de l'amiral Kamimura Hikonojō
- Azuma : croiseur blindé placé sous le commandement du capitaine Yashiro Rokuro (1860-1930
- Tokiwa : croiseur blindé commandé par l'amiral Shimamura Hayao (1858-1923)
- Naniwa : croiseur protégé de l'amiral Uryu Sotokichi (1837-1857)
- Takachiho : croiseur protégé placé sous le commandement de l'amiral Yashiro Rokuro (1860-1930).

## Objectif de la flotte russe basée à Vladivostok

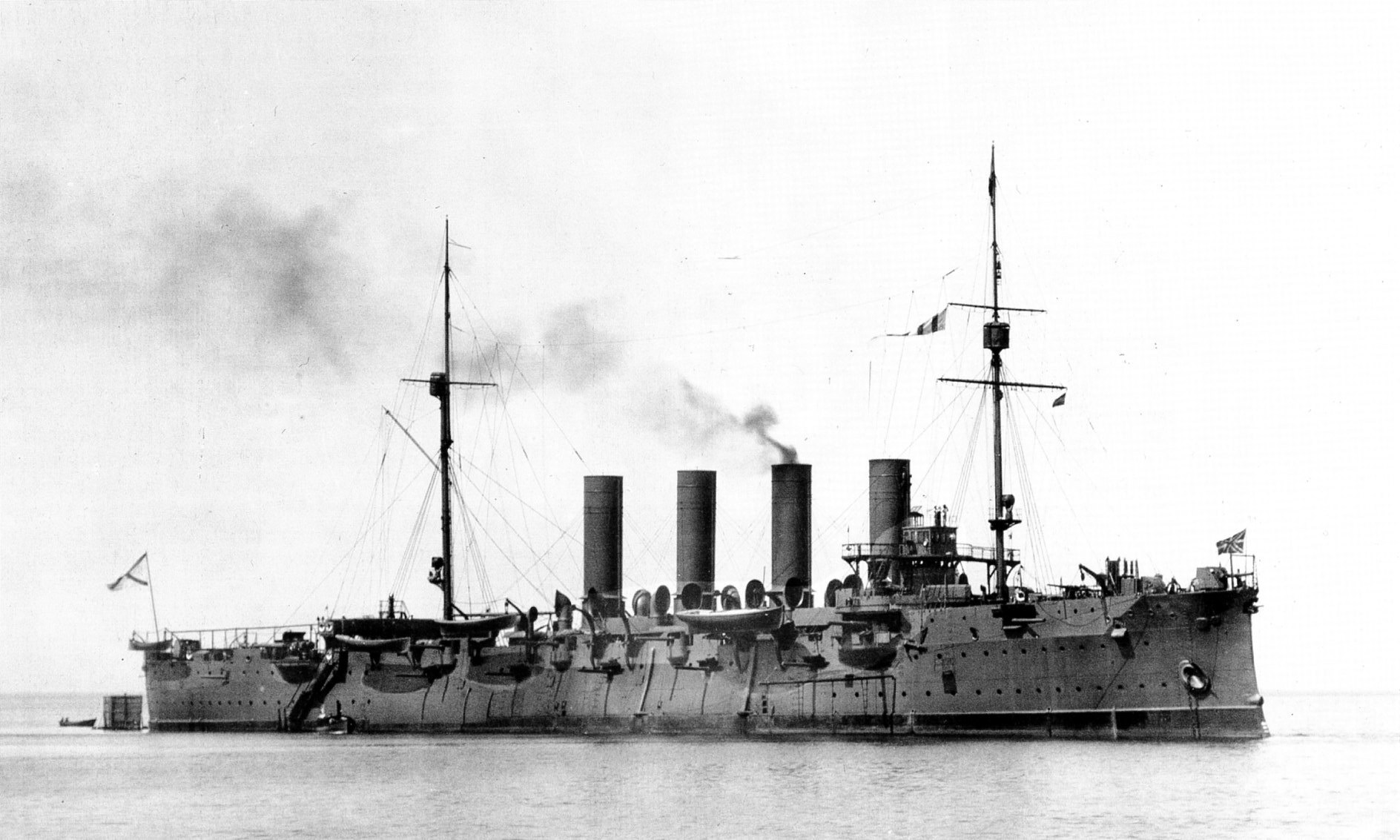
Croiseur «Russie».

Le détachement de croiseurs du contre-amiral Karl Petrovitch Jessen reçut la mission de se joindre à la 1re escadre du Pacifique en route pour Vladivostok. Cette jonction devait s'effectuer dans le détroit de Corée, près de l'île de Tsushima.

## Objectif de la flotte japonaise
La flotte de l'amiral Kamimura Hikonojō avait pour mission d'intercepter des navires russes.   Ayant terminé leur patrouille nocturne, les navires rentraient à leur base.

## Historique

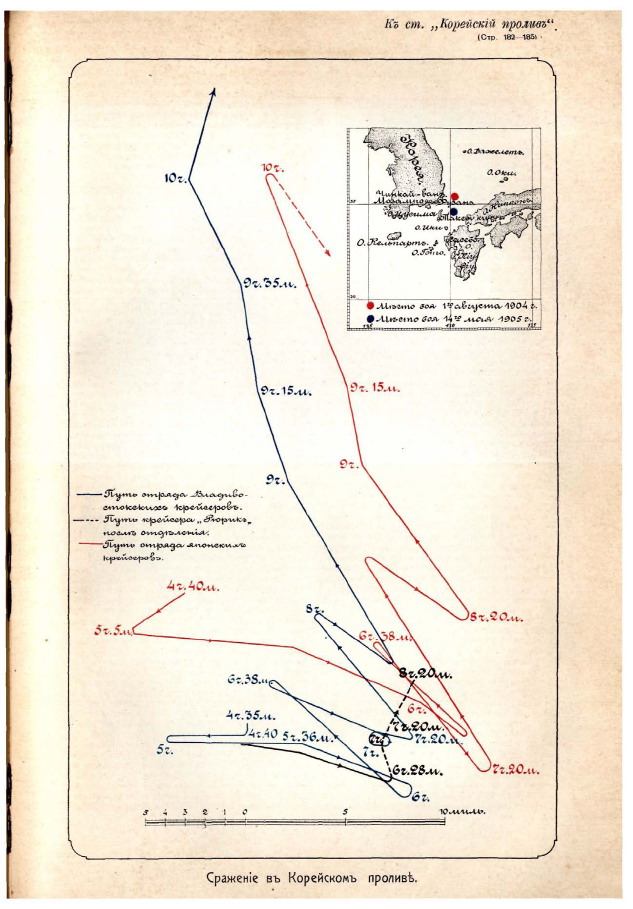
Schéma de la bataille dans le détroit de Corée.

La nouvelle du départ de Port-Arthur de la 1re escadre du Pacifique et son arrivée pour le 11 août 1904 parvint à Vladivostok. Mais le détachement n'étant pas prêt à sortir, on s'accorda pour alerter la flotte de croiseurs de Karl Petrovitch Jessen dès la sortie de la 1re escadre du Pacifique. Aucun message ne parvint à Vladivostok, il en fut déduit que les navires placés sous le commandement de l'amiral Wilgelm Karlovitch Vitgeft étaient restés ancrés dans Port-Arthur. En outre, Le dernier message de l'amiral reçu le 5 août 1904 mentionnait son désir de mourir avec la forteresse. En conséquence, lorsque la nouvelle de la sortie de la 1re escadre du Pacifique arriva, la flotte de Vladivostok effectuait tranquillement le plein de charbon.
Le détachement de croiseurs prit la mer avec retard, en conséquence, celui-ci serait dans l'impossibilité d'apporter son aide à la 1re escadre du Pacifique lors de son passage dans le détroit de Tsushima. Toutefois, le commandement russe donna l'assurance d'un succès concernant la percée du blocus japonais par l'amiral Wigelm Karlovitch Vigeft, ordre fut donc donné au contre-amiral Karl Petrovitch Jessen de prendre la direction de la mer du Japon. La flotte de croiseurs quitta le port de Vladivostok et se mit en ligne avec un intervalle 4000 nautique (7 kilomètres) entre chaque navire et mit le cap vers le sud à une vitesse de 14 nœuds (26 km/h). 
Au cours de la nuit, la flotte de Vladivostok, continua son chemin vers le sud à très faible allure. À l'aube du 13 août 1904, la 1re escadre du Pacifique n'était pas au rendez-vous, le vice-amiral Karl Petrovitch Jessen  garda malgré tout l'espoir de voir paraître la flotte de Port-Arthur dans l'un des détroits. Il informa donc ses capitaines sur son intention de se diriger vers le détroit de Tsushima, sans pour autant s'aventurer dans ce passage critique, néanmoins il croisera au large de Fusan (Pusan). Avant que le jour ne tomba, il aperçut les côtes coréennes. 
Au même instant, la position de l'amiral japonais Kamimura Hikonojō se situait au nord-est de Ulsan, la flotte japonaise patrouillait dans les eaux de la mer du Japon dans l'espoir d'intercepter des bâtiments de guerre russes. Au cours de la nuit, la flotte japonaise passa près des Russes sans deviner leur présence. Karl Petrovitch Jessen se dirigeait vers l'ouest, en direction des côtes coréennes.
à 1 heure 30, ce matin du 14 août 1904, sa patrouille terminée, l'amiral japonais rentrant à sa base se trouva sur le chemin de la flotte russe. Le vice-amiral russe aperçut les quatre croiseurs japonais.
La situation pour les Japonais s'avéra idéale. La flotte russe était très éloignée de Vladivostok, en outre, elle se trouvait placée entre la flotte japonaise et leur lointaine base.

## La bataille

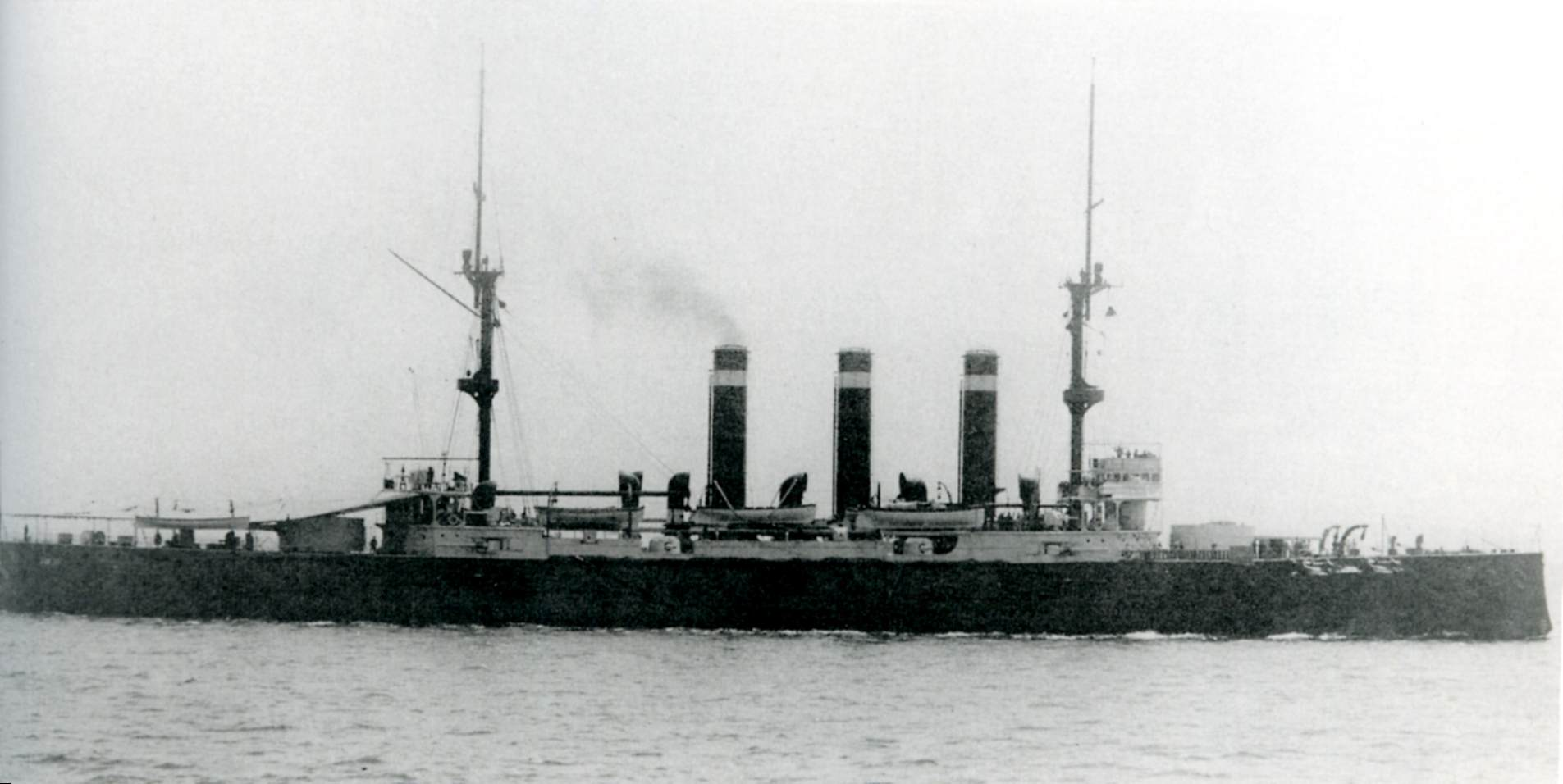
Izumo

à 5 heures 20, ce 14 août 1904, Kamimura Hikonojō engagea le combat contre les croiseurs russes. Pour une raison inconnue, l'amiral japonais concentra ses tirs sur le Riourik, le dernier de la ligne de bataille mais également le plus faible. En quelques minutes, ce croiseur perdit ses officiers, très endommagé, le navire resta malgré tout à flot. Malgré l'augmentation progressive du nombre de tués, les hommes d'équipage continuèrent les tirs et ne les cessèrent qu'au moment où la dernière arme sur le navire fut détruite. Cet acte héroïque de la part des Russes provoqua l'admiration des Japonais.
À cet instant de la bataille, les bâtiments de guerre japonais furent quelque peu endommagés, mais sans comparaison avec les dégâts enregistrés sur les croiseurs russes. Au moment, où les Russes tentèrent de s'éloigner pour permettre au Riourik son replacement dans la ligne de bataille, l'amiral Japonais avait la liberté de garder son avantage en s'approchant des croiseurs russes. Curieusement, l'amiral Kamimura Hikonojō laissa la flotte russe amorcer son virage, lorsque les Japonais effectuèrent à leur tour leur virage, il se trouvèrent à une portée de canons plus allongée plutôt que réduite.
Les croiseurs russes tentèrent de protéger le Riourik mais le croiseur ne put regagner la ligne de bataille. Avec l'augmentation des dommages, le vice-amiral Karl Petrovitch Jessen prit la décision de faire échouer le croiseur. Les tirs continuèrent, l'Iwate et l'Azuma subirent de légers dommages, quant au Russie il subit de graves dégâts. La flotte russe constata de graves dommages à bord de ses croiseurs, l'évaluation des dégâts chez les Japonais fut moindre. Par la suite, l'amiral Kamimura Hikonojō prit une décision inexplicable : après un combat de trois heures à 11 heures 15, il renonça à poursuivre les croiseurs russes.

## Ordre de bataille

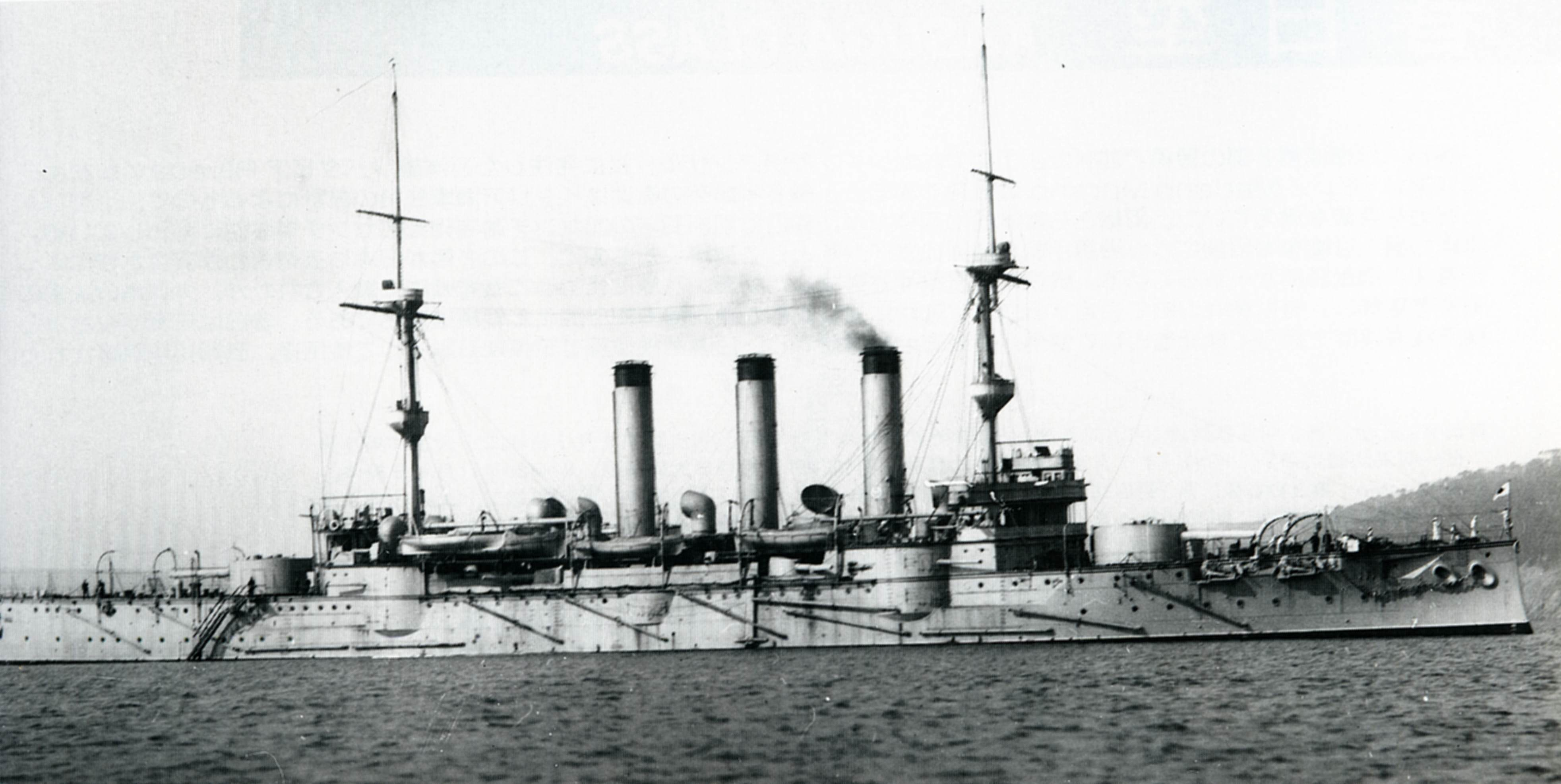
Iwate

Ordre des navires suivant leur position dans la ligne, quantité et calibre de l'artillerie.  
† -  Coulé -  ### -  endommagé 
Russie
Détachement de croiseurs créé en 1903 placés sous le commandement du vice-amiral Karl Petrovitch Jessen.
- Croiseurs blindés
- Russie : navire amiral ## 4x203mm, 16x152mm, (48 tués au combat, 165 blessés au combat).
- Gromoboy : ## 4x203mm, 16x152mm (91 tués au combat, 182 blessés au combat).
- Riourik : † 4x203mm, 16x152mm, 6x120mm (204 tués au combat, 305 blessés au combat).

Japon
2e escadre de la flotte impériale du Japon placée sous le commandement de l'amiral Hikonojo Kamimura.
- 2e unité, croiseurs blindés :

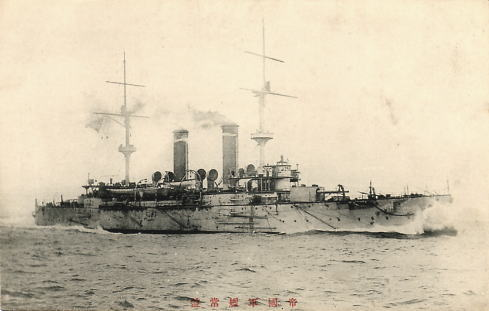
Tokiwa

- Izumo # navire amiral 4x203mm, 14x152mm (20 tirs, 2 tués au combat, 17 blessés au combat).
- Azuma # 4x203mm, 12x152mm (10 tirs, 8 blessés)
- Tokiwa # 4x203mm, 14x152mm (quelques tirs, 3 blessés au combat)
- Iwate # 4x203mm, 14x152mm (plus de 10 tirs, 40 tués au combat, 47 blessés au combat).

4e unité, Croiseurs protégés :
- Naniwa 8x152mm (? tirs)
- Takachiho 8x152mm (? tirs)

## Liens internes

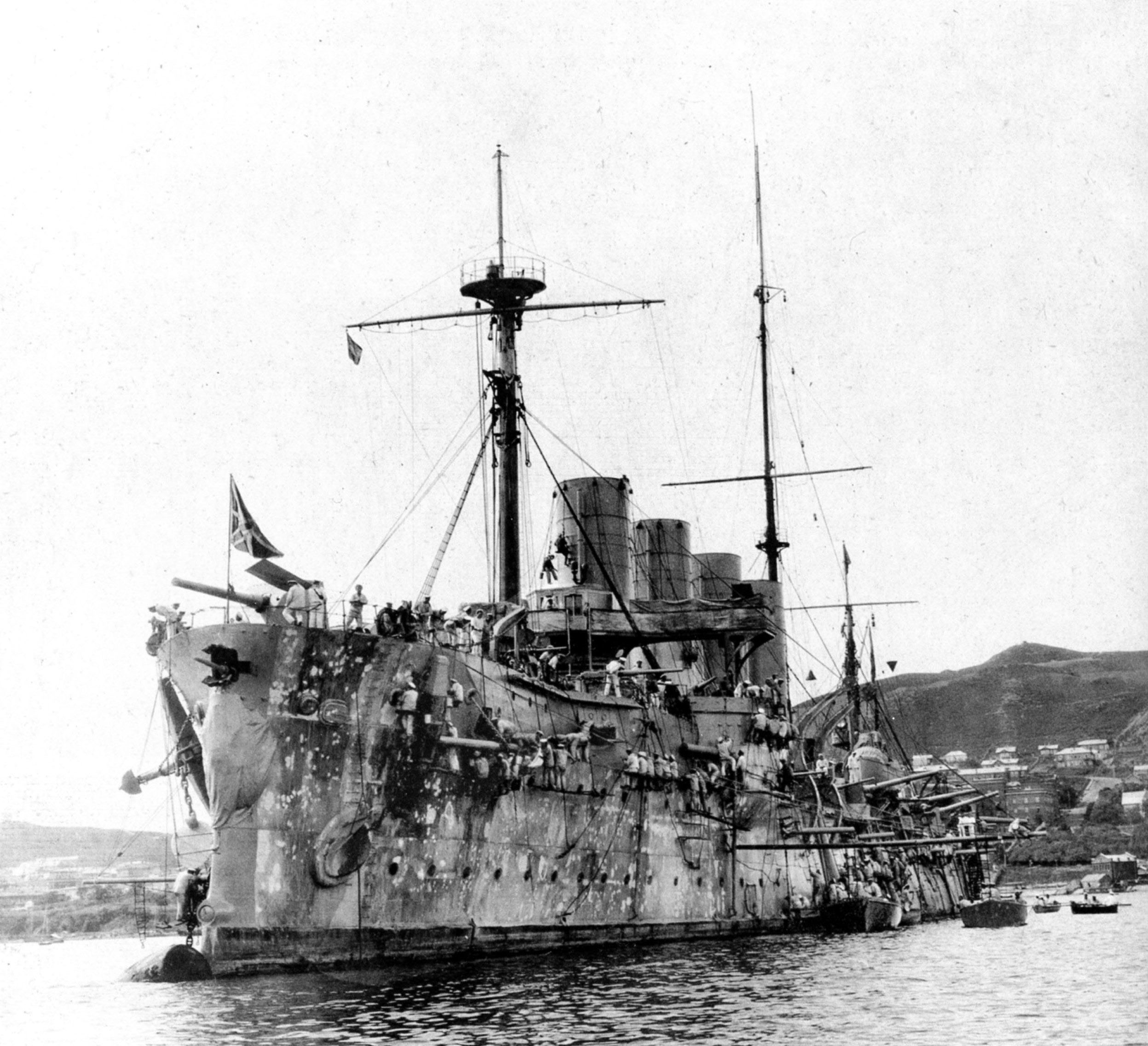
Le croiseur endommagé «Russie» après la bataille d'Ulsan

## Sources
- (en) Cet article est partiellement ou en totalité issu de l’article de Wikipédia en anglais intitulé « Battle off Ulsan » (voir la liste des auteurs).